# Држављанство
Под држављанством се уобичајено подразумева однос јавно-правног карактера између физичког лица и државе. На основу држављанства лице стиче статус држављанина земље који му чини правно доступним одређена грађанска, политичка, економска, социјална и друга права, али га и ставља у ситуацију да му се могу наметнути одређене обавезе и дужности (као што је обавезни војни рок или обавезно гласање).
Постоје три система стицања држављанства која се могу и комбиновати:
1. стицање држављанства на основу порекла (лат. Ius sanguinius) према коме дете стиче држављанство својих родитеља без обзира на место рођења и место у коме живе родитељи,
2. стицање држављанства према месту рођења (лат. Ius soli), према коме дете стиче држављанство државе у којој се родило и
3. стицање држављанства према месту пребивалишта (лат. Ius domicili), према коме лице стиче држављанство државе на чијој територији живи.

Неке земље дозвољавају својим грађанима вишеструко држављанство, док друге инсистирају на искључивој обавезаности. За особу која нема држављанство ниједне државе каже се да је без држављанства, док особа која живи на државним границама чији територијални статус није сигуран је граничник.
Националност се често користи као синоним за држављанство у енглеском језику нарочито у међународном праву – иако је појам понекад кориштен и у смислу означавања припадности особе нацији (или великој етничкој групи). У неким земљама, на пример Сједињене Америчке Државе или Уједињеног Краљевства, националност и држављанство имају различита значења (за више информација, погледајте националност насупрот држављанства).

## Сукоби држављанства
У пракси се не спроводи доследно начело једног држављанства (тј. да свако лице треба да буде држављанин једне државе), те се срећу случајеви тзв. сукоба држављанства који у свом негативном виду резултује ситуацијом у којој лице не припада ни једној држави, односно ни једна држава га не признаје за свог држављанина и таква лица се називају апатриди, док се у позитивном виду сукоба држављанства јављају лица са два (бипатриди) или више држављанстава (полипатриди).
Неке државе ограничавају не предвиђају поседовање држављанства. Јапански закон о држављанству, члан 14, предвиђа да особе које имају двојно држављанство до навршене 22 године живота изабере које ће држављанство задржати.

## Држављанство Републике Србије
У Републици Србији питања у вези са држављанством грађана регулисана су Законом о држављанству Републике Србије (2004). Евиденцију о држављанима Републике Србије води орган управе надлежан за вођење матичних књига, а евиденција се води у матичним књигама рођених. Надлежни орган за добијање држављанства у Србији је Министарство унутрашњих послова. У иностранству захтеви се предају надлежној амбасади или конзулату Министарству спољних послова.
На неки од следећих начина се стиче држављанство Србије:
1. пореклом;
2. рођењем на територији Републике Србије;
3. пријемом;
4. по међународним уговорима.

## Држављанство Републике Српске
Закон о држављанству Републике Српске ("Службени гласник РС", бр:17/00,64/05,58/09,18/10) уређује начин, услове и поступак за стицање и престанак држављанства Републике Српске. Држављанство РС стиче се: поријеклом, рођењем на територији РС,, пријемом држављана Федерације БиХ у држављанство РС, усвајањем, прирођењем и путем међународног споразума. Рјешење о стицању и престанку држављанства РС доноси министарство управе и локалне самоуправе РС. Држављанство РС доказује се увјерењем о држављанству или пасошем. Закон о држављанству БиХ прописују да сви држављани БиХ који изгубе држављанство једног од ентитета а не стекну држављанство другог ентитета самим тим губе и држављанство БиХ. Сви држављани Републике Српске и Федерације БиХ стичу и држављанство БиХ.

## Одлучујући фактори
Особа може бити држављанин земље из неколико разлога. Најчешће, држављанство места рођења је аутоматско; у другим случајевима апликација може бити потребна.
- Родитељи су држављани (лат. jus sanguinis – право крви) – Ако је један или оба родитеља неке особе држављанин одређене државе, онда особа такође може имати право да буде држављанин те државе.[8][9] Некада се ово примењивало само путем очинске линије, али равноправност полова је постала уобичајена од краја двадесетог века. Држављанство се додељује на темељу порекла или етничности, а односи се на концепт националне државе који је чест у Кини. Гдје још вреди правило jus sanguinis, особа рођена изван земље, а чији је један или оба родитеља држављанин те земље, такође је држављанин те земље. Државе се обично ограничавају на право на држављанство по пореклу до одређеног броја генерација рођених изван државе. Овај облик држављанства није уобичајен у земљама у којима је на снази правни легални систем (континентално право).
- Рођен унутар државе (лат. jus soli – право државе) – Већина људи су аутоматски држављани земље у којој се роде. Овај облик држављанства потиче из Енглеске, гдје су они који су рођени у царству поданици цара (концепт ранијег држављанства) и чест је у земљама у којима је на снази правни систем.

У многим случајевима се и jus solis и jus sanguinis важе; држављанство или по месту или по очинству/материнству (или, наравно – обоје).
- Брак са држављанином (лат. jure matrimonii – право брака) – Многе земље убрзавају процедуре добијања држављанства на темељу брака особе са држављанином. Земље које су дестинације за такве имиграције често имају и прописе којима покушавају открити лажне бракове, где грађанин венча неграђанина обично за новац, без намере да живи с њим као муж и жена.[10]
- Натурализација – Државе обично дају држављанство људима који су дошли у земљу легално и добили допуштење да ту бораве, или им је одобрен политички азил, а такође су тамо и живели у одређеном временском периоду. У неким земљама, натурализација (прихватање држављанства иностране земље) подлеже одређеним условима, који могу укључивати пролазни тест којим особа показује солидно знање језика или начина живота земље домаћина (земље чије држављанство жели добити), добро понашање (нити један озбиљан криминални досије), одавање верности својој новој држави или њеном владару, па чак и одрицање свог претходног држављанства. Неке државе допуштају двојно држављанство и не захтевају од натурализираних држављана да се одрекну било којег другог држављанства (тзв. вишеструко држављанство).
- Изузете категорије – У прошлости је било изузетака у вези с правом на држављанство на темељима као што су боја коже, етничност, пол и статус слободе (тј. да особа није роб). Већина тих изузетака данас више не вреди у већини места.

## Историја

### Полис
Многи мислиоци указују на концепт држављанства с почетком у раном граду-држави из античке Грчке, иако га други виде првенствено као модерни феномен који датира само неколико стотина година уназад, те да је за човечанство, концепт држављанства настао с првим законима. Полис је означавао како политичку скупштину града-државе, тако и целокупно друштво. Држављанство се генерално идентифицирало као западњачки феномен. Постоји општи став да је држављанство у античко доба био једноставнији однос од савремених облика држављанства, иако је и овај поглед био разматран и упитан. Однос држављанства није било фиксни или статички однос, већ се стално мењао у сваком друштву, а са једне тачке гледишта, „држављанство је некада и функционисало”, и то само у одабраним периодима током одређеног времена, као што је, на пример, онај када је атински политичар Солон правио реформе у раној Атинској држави.
Историчар Џефри Хоскинг у свом курсном предавању из 2005. године је сугерирао да је држављанство у античкој Грчкој произашло из захвалности према важности слободе.
Хоскинг објашњава:
| „            | Може се расправљати о томе да је овај раст ропства оно што је учинило Грке делимично свесним о вредности слободе. Уосталом, било који грчки сељак је могао пасти у дуг и стога би могао постати роб, пре или касније. (...) Када су се Грци борили заједно, они су се борили како би избегли заробљеништво услед ратовања, како би избегли да буду поражени од оних који би их могли узети у робље. И они су такође уредили своје политичке институције, како би и даље остали слободни људи. | ” |
| — 20px, 20px | |   |

Ропство је омогућавало робовласницима да имају знатну количину слободног времена, те им је омогућено суделовање у јавном животу. Држављанство полиса је обележено ексклузивношћу. Неравноправност статуса је била широко распрострањена; држављани су имали виши статус од недржављана, као што су жене, робови или варвари. Први облик држављанства је био базиран на начину на који су људи живели за време трајања античке Грчке, у малим органским заједницама полиса. Држављанство није било виђено као засебна активност из приватног живота појединца, у смислу да није било разлике између јавног и приватног живота. Обавезе држављанства су дубоко повезане с свакодневним животом појединца у полису. Ове мале органске заједнице су углавном виђене као нови развој у светској историји, за разлику од већ успостављених древних цивилизација Египта и Персије, или група ловаца-сакупљача негдје другде. Са стајалишта старих Грка, јавни живот неке особе није био одвојен од њиховог приватног живота, а Грци нису правили разлике између два света према модерној западњачкој концепцији. Обавезе држављанства су биле дубоко повезане са свакодневним животом. Да би се било уистину човек, појединац мора бити активан држављанин заједнице, како је и Аристотел славно објаснио: „Да се не учествује у вођењу послова у заједници значи бити или звер или бог!” Овај облик држављанства се темељи на обавезама држављана према заједници, више него на правима која су дата држављанину заједнице. То није био проблем, јер су сви имали јак афинитет с полисом; властита судбина и судбина заједнице су били чврсто повезани. Такође, држављани полиса су видели обавезе према заједници као прилику да буду честити, то је извор части и поштовања. У Атини, држављани су били и владари и владани, важни политички и правосудни уреди су ротирани, те су сви грађани имали право говора и гласа у политичким телима.

### Римске идеје
У Римском царству, држављанство се проширило од заједница малих размера на цело царство. Римљани су схватили да давање држављанства људима из свих крајева царства даје легитимитет римској владавини над освојеним подручјима. Римско држављанство више није било статус политичког посредства; оно је сведено на судску заштиту и изражавање правила и владавине закона. Рим је ширио грчке идеје о држављанству, као што су принципи једнакости пред законом, учешће грађана у власти, те наводи да „нити један држављанин не треба да има превише снаге у дужем временском периоду”, али је и понудио релативно великодушне услове својим заробљеницима, укључујући и шансе за мање облике држављанства. Ако је грчко држављанство било „еманципација (равноправност) међу светом добара”, римски смисао је онда почео све више одражавати чињеницу да су држављани могли деловати на материјалне ствари као и други грађани (недржављани), у смислу куповине или продаје некретнина, поседа, титула, те других добара. Један је историчар објаснио:
| „            | Особа је дефинирана и представљена кроз своје поступке утицаја на материјална добра; у току времена, појам власништво добија своје право значење, прво, дефинирање особина човека или другог бића; друго, однос који је особа имала са материјалним добрима; и треће, материјална добра су дефинирана као посед неке особе. | ” |
| — 20px, 20px | |   |

Римско држављанство је и огледало борбу између интереса горње племићке класе против нижерангираних радних група познатих као класа плебејаца. Држављанин се доживљава као „особа која може слободно деловати у закону, слободно постављати питања и очекивати заштиту закона, држављанин такве и такве правне заједнице, са тим и тим правним статусом у тој и тој заједници”. Држављанство је значило право на посједе, имунитете, очекивања, који су били „доступни у многим врстама и степенима, доступни или недоступни многим врстама особа из многих разлога”. А закон, сам по себи, је био нека врста везе која је уједињавала људе. Римско држављанство је било више нелично, универзално, разнолико, са различитим степенима и апликацијама.